# Caltagirone vasútállomás
Caltagirone vasútállomás egy vasútállomás Olaszországban, Szicília régióban, Catania megyében, Caltagirone településen. Forgalma alapján az olasz vasútállomás-kategóriák közül az ezüst kategóriába tartozik.

## Vasútvonalak
Az állomást az alábbi vasútvonalak érintik:
- Catania–Gela-vasútvonal